# Bellevalia glauca
Bellevalia glauca là một loài thực vật có hoa trong họ Măng tây. Loài này được (Lindl.) Kunth mô tả khoa học đầu tiên năm 1843.